# Korai Öröm
A Korai Öröm egy magyar zenekar. Műfaji besorolása nehéz: a zenekar szerint világzene, de gyakran sorolják a pszichedelikus és a progresszív rock kategóriákba.
Idézet: "ambient, városi népzene, pszichedelikus etno, a kilencvenes évek folyamatzenéje, akciózene. A Korai Öröm sok nép és sok galaxis hangjait ötvözi össze zenéjében."

## Története
A zenekar 1990-ben alakult ezen a néven A gyökere az 1988-ban létrejött Mike Hunter Popular zenekarból származik, melynek alapító tagjai: Kilián Zoltán (bassz), Takács Péter (gitár), Kiss Lajos Lui (dob), Pálfalvi Jenő később Erdei Imre (ének). A zenekar a nem túl népszerű 400 példányszámos kazetta megjelenés után stílust váltott, miután csatlakozott a finn származású Kuczka Kalevi (billentyű) és Jócsik János (rototam). Játszottak az akkori népszerű F.O.S és a V.H.K., ef Zámbó Happy Dead Band előzenekaraként. Garamvölgyi Béla festőművész performansz ötletei után önállóan megtöltötték az andrássyi úti Fiatal Művészek Klubját és számos akkori művész klubot. Az alakulástól végigkíséri a zenekar életét a változás, mely mind a tagok személyében, mind a zenei repertoárban megfigyelhető. A Korai egy olyan audiovizuális élményvilágként aposztrofálható, melyhez az aktuális tagok és közreműködők saját ízlését, hangulatát adva egy folyamatosan megújuló, mégis a pszichedelika gyökereiből táplálkozó performansz születik.
A hazai színpadi fellépéseken, úttörőként már az első koncerteket vetítés (Garamvölgyi Béla, Kiss Géza-Zoid) kísérte, ami ezt követően elmaradhatatlan kísérő eleme lett a produkcióknak.
1993-ban már Németországban léptek fel, Berlini klubokban "punk aus Ungarn"-ként mutatták be a zenekart. Ekkor már készült az első hanghordozó-kazetta (Tilos az Á-ban rögzített koncert). A folyamatos tagcserék után végül a zenekar tíz zenészből (a szokásos felálláson kívül sok ütős és egzotikus hangszerrel) és négy VJ-ből állt. A zenekar ekkor már havi rendszerességgel játszott a budapesti FMK klubban, koncertjeire a befogadható létszám háromszorosa volt kíváncsi.
1995-ben jelent meg az első stúdióalbum, ekkortól kezdve gyakorlatilag minden évben új albumot adtak ki magánkiadásban. A következő évben honlapot indított el. 1997-ben először léptek fel a nemzetközileg addigra már jól ismert Sziget Fesztivál nagyszínpadán és mind több koncertet adtak Magyarországon és külföldön egyaránt.
1998-ban és 1999-ben a Korai Örömöt a Magyar Narancs közönségszavazásán az év koncertzenekarává választották. A zenekar fesztiválokat szervezett kelet-európai zenekarok részvételével, zenéjüket ekkor két filmhez is felhasználták. 2000-ben a koncertek folytatódtak, valamint ebben az évben két album is megjelent: az egyik addig kiadatlan felvételeket, a másik új zenei anyagot és 3 videóklipet tartalmaz.
2003-ban különböző magyar és külföldi zenészek által készített remixekből új album jelent meg. 2005-ben jelent meg új albumuk, amelynek anyagát egyebek mellett azóta is számtalan koncerten és fesztiválon mutatták be.
A 2009-ben megjelent albumon bónuszként a Tizenkettő negyed című szerzeményről készült koncertvideó is megtalálható, amit a 18. születésnapi koncerten vettek fel, 2008. december 29-én a budapesti Gödör Klubban.
2009-ben jelentős tagcserén esik át a zenekar, számos a Korai hangzásvilágát meghatározó tag lép ki a zenekarból. Helyüket új zenészek töltik be, magukkal hozva a zenekar munkásságára jellemző megújulás lendületét, ötletét.
2010 március első hetében újabb albummal jelentkeztek 2010 címmel, melyen Berger Dalma és Tóth Napsugár hangja is feltűnik. Az album további közreműködője Katona Gergő, aki szárnykürt játékával színesíti a felvételt.

## Zenész tagok

### Jelenlegi tagok
- Borosi Gábor – billentyűk (2009-től)
- Csányi Viktor – dobok (1991-től)
- Jócsik János – ütös hangszerek (1990-től)
- Kilián Zoltán – basszusgitár (1990-től)
- Nádasdi Zsolt – ütös hangszerek, (1992-től)
- Paizs Miklós – fuyara, csővek, doromb, trombita, khöömei ének (1994-től)
- Szalay Péter – gitár (1998-tól)
- Vécsi Tibor – ének (1992-től)
- Kovács Andor – gitár ( 2011-től )
- Makkai János – hangmester (2009-től)

### Egykori tagok
- Ágoston Norbert – hangtechnikus (1997-2009)
- Biljarszki Emil – billentyűk (1992-2009)
- Fido – gitár (2006-2007)
- Horváth György – gitár (1992-1997)
- Keil Csaba – hordó (1990)
- Kiss Lajos – dobok (1990-1992)
- Kuczka Kalevi – szintetizátor, basszusgitár (1990-1991)
- Mihályi Attila – doromb (1990-1991)
- Ossa Inneh – konga (1991)
- Pásztor Gyula – gitár (2007-2009)
- Szántó Gábor – gitár (2002-2007)
- Szekeres Attila – doromb, khöömei ének (1991-1993)
- Takács Péter – gitár, ének, furolya, trombita (1990-1999)
- Vajdai Vilmos – ütős hangszerek, effektek, didgeridoo (1994-2000)

## Vision tagok

### Jelenlegi tagok
- Szűcs László – fények (1992-től)
- Völgyi Gábor – élő videomix (1992-től)
- Bonnyai Zoltán – diavetítés (1992-től)

### Egykori tagok
- Varga Tibor – élő videomix (1993-2001)
- Kiss Géza – diavetítés (1990-1994)
- Garamvölgyi Béla – diavetítés (1990-1991)

## Diszkográfia

### Nagylemezek
- Korai Öröm 1993, CD (1993)
- Korai Öröm 1995, CD (1995)
- Korai Öröm 1996, CD (1996)
- Korai Öröm 1997, CD (1997)
- Korai Öröm 2000, CD (2000)
- Korai Öröm 2001, CD (2001)
- Korai Öröm 2005, CD (2005)
- Korai Öröm 2009, CD (2009)
- Korai Öröm 2010, CD (2010)
- Korai Öröm 2013, CD (2013)

### Remix Albumok
- Recycled, CD (1998)
- Reflected, CD (2003)